# Saufeder
Die Saufeder, auch Sauspieß genannt, ist ein kurzer Spieß für die Jagd auf Wildschweine. Sie entspricht im Aufbau weitgehend der Flügellanze, einem im frühen Mittelalter zur Kriegsführung eingesetzten Lanzentyp.

## Entstehung

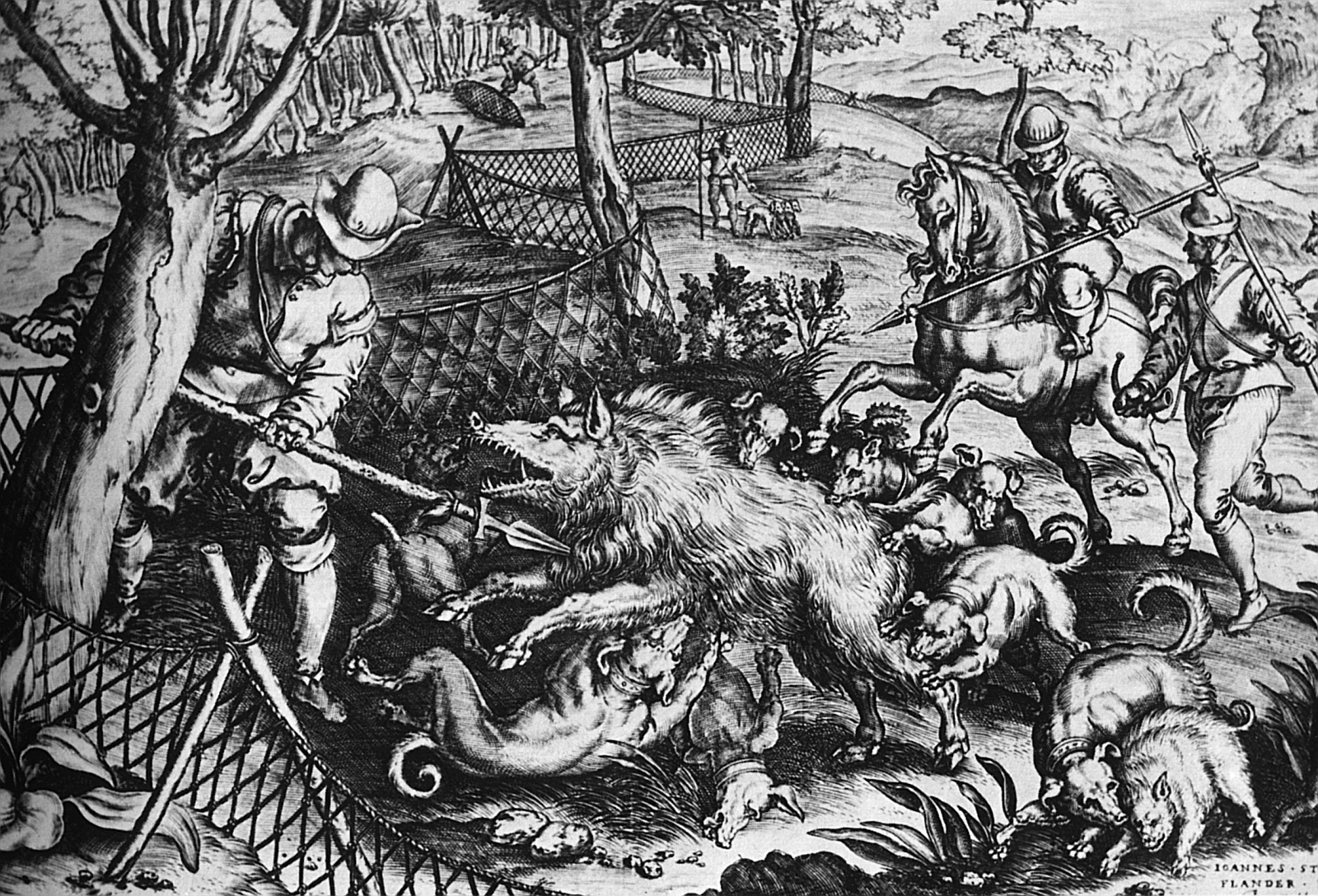
Wildschweinjagd mit Saufedern, 16. Jahrhundert (niederländischer Stich)

Die Saufeder wurde früher zum Erlegen des Wildschweins benutzt. Teilweise wird auch nur die eiserne Spitze als Saufeder bezeichnet, der ganze Spieß als Ger.
Der ca. 2 m lange Schaft ist oft mit Lederriemen umwickelt, um die Griffigkeit zu erhöhen. Die Klinge einer traditionellen Saufeder ist immer kräftig, breit ausgearbeitet und mit dem ebenfalls kräftigen Schaft durch eine Tülle verbunden. Eine meist aus einer Geweihstange gefertigte Parierstange verhindert ein Durchstoßen des Tieres mit dieser Waffe und sorgt für Sicherheitsabstand. Als Schaft wird, um ein Brechen unwahrscheinlich zu machen, meist kein geschnittenes Holz, sondern ein speziell ausgewähltes Holz verwendet. In der Regel wird hierfür das sehr stabile Eschenholz verwendet. Die breite und scharfe Spitze der Saufeder soll beim Stoß in den Brustkorb ("Kammer") des Tieres Herz, Lunge und Hauptblutgefäße so zerstören, dass ein sofortiger Tod eintritt.
Ein ausgewachsenes Wildschwein ist sehr stark. Wenn es sich wehrt, kann es schwerste Verletzungen hervorrufen, welche auch tödlich ausgehen können. Der Angriff erfolgt auf kurze Entfernung von wenigen Schritten. Keiler, also männliche Tiere, reißen dabei mit ihren Hauern oder Gewaff die Beine auf, wobei durch Zerfetzen von Schlagadern der Tod durch Verbluten innerhalb von wenigen Minuten eintreten kann. Bachen, also weibliche Tiere, beißen.
Es galt durchaus als königliche Mutprobe, sich nur mit der Saufeder auf Wildschweinjagd zu begeben. Die erfolgreiche Jagd Karls des Großen auf einen Keiler wird dementsprechend auch in der St. Galler Handschrift Carolus Magnus et Papa Leo aus dem Jahre 799 gewürdigt.
Der Sauspieß, auch Knebelspieß genannt, wurde auch als Kriegswaffe verwendet und im 16. Jahrhundert von den Hauptleuten der Fußtruppen als Statussymbol getragen.

## Heutige Verwendung

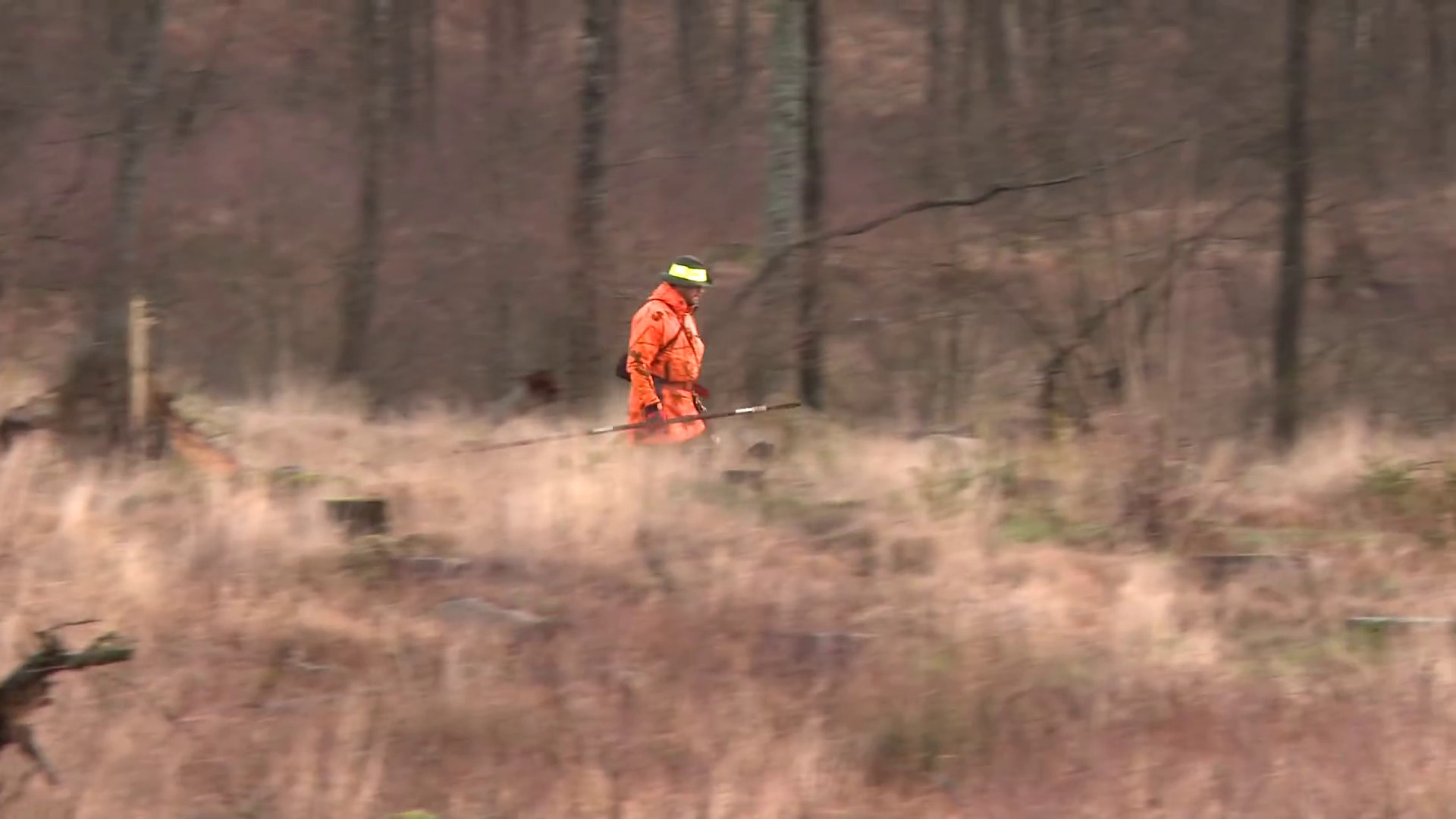
Jäger mit Saufeder während einer Drückjagd in Südschweden

Die Saufeder wird heute noch zum Töten von verletztem Wild (jägersprachlich: Abfangen) verwendet. Das Töten eines Wildschweins mit der Saufeder hat gegenüber einem Fangschuss den Vorteil, dass Hunde, die das Schwein halten, nicht gefährdet werden und ihr Gehör nicht durch den Knall beeinträchtigt wird. Hin und wieder wird auch die Saufeder als Verteidigungswaffe für einen möglichen Angriff bei der Jagd mitgeführt. Der Umgang mit ihr erfordert allerdings Erfahrung und Geschick.
Die Saufeder gehört zu den traditionellen kalten Waffen der Jägerschaft und wird abgesehen von dem oben angeführten Sonderfall überwiegend als Dekorationsstück von Jagdzimmern und als Auszeichnung für verdiente Jäger verwendet.
Nach dem deutschen Jagdrecht ist die alleinige Verwendung einer Saufeder zur Wildschweinjagd nicht ausdrücklich verboten. Die Jagd mit der Saufeder wird aber regelmäßig problematisch, wenn durch mangelnde Erfahrung und Geschick die Gefahr von Tierquälerei gegeben ist. Der Aspekt der Gefährdung der eigenen Gesundheit und des eigenen Lebens beim Nahkampf mit einem wehrhaften Tier darf nicht vergessen werden.
Die Technik der Jagd mit der Saufeder erfolgte nach folgenden Verfahren: Das Tier wurde durch Hunde gebunden (also festgehalten) und mit der Feder abgefangen. In wenigen Fällen ließ man das Tier auflaufen: Das Wildschwein wurde zum Angriff provoziert und der Jäger (in Hockstellung) richtete die an der Hüfte abgestützte Feder auf das Schwein, welches in die Klinge lief.

## Wappen
Eine Saufeder ist im  Wappen eine gemeine Figur. Sie kann als ganze Waffe oder nur als Teil im Wappenfeld dargestellt werden. Als Teil eignet sich die markante Waffenspitze. Die heraldische Tingierung ist nicht auf eine Farbe festgelegt.

### Beispiele
- der Orte
  - Hemhofen (im linken Obereck in rotem Schild)
  - Kunreuth, Landkreis Forchheim
  - Leymene (die der Reich von Reichenstein)
  - Schretstaken, Kreis Herzogtum Lauenburg
- der Familie von Reichenstein in der Schweiz[2]
- des Pfalzgrafenkreuz eines Denkmals bei Zscheiplitz (Burgenlandkreis, Sachsen-Anhalt)[3]

Madfeld
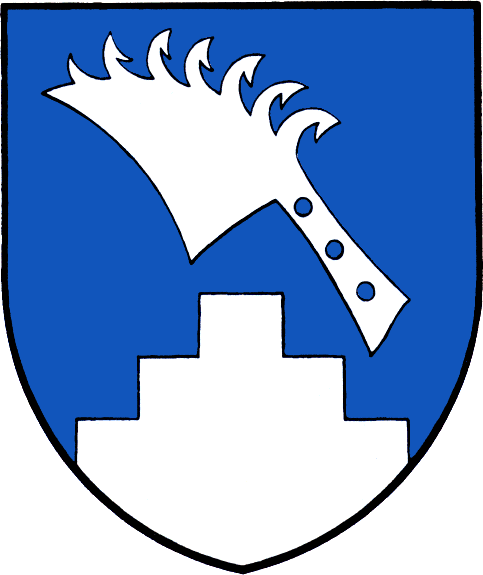
Stemel
Amt Thülen
Inzlingen
Schretstaken
Kunreuth